# Řeholní kongregace
Tento článek je o typu organizace zasvěceného života v katolické církvi. Další použití viz Kongregace.

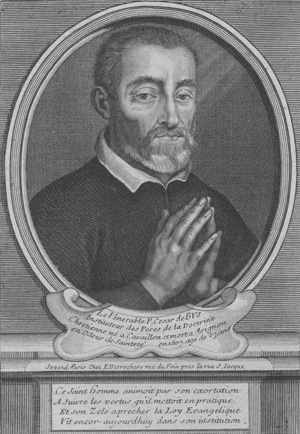
Blahoslavený César de Bus (1544–1607), zakladatel Otců křesťanské nauky, první kněžské řeholní kongregace, v Paříži roku 1582

Řeholní kongregace (z lat. základu grex – doslova „stádo“, skupina a předpony con- společný) je řeholní institut schválený katolickou církví. Stejně jako všichni členové institutu zasvěceného života musí i členové kongregací složit, podle třech evangelních rad, sliby čistoty, poslušnosti a chudoby. Sliby kongregací se nazývají jednoduché sliby nebo dočasné, protože se obnovují každý rok nebo po určitou dobu, jak je stanoveno v jejich konstitucích. Členové kongregací se od svého vzniku nazývali řeholníky s jednoduchými sliby, aby se odlišili od řeholních řádů, jejichž členové skládali slavné (trvalé, věčné či doživotní) sliby, tedy jednou provždy. Ve 21. století se v některých kongregacích obnovují dočasné sliby po dobu nejméně pěti let a po uplynutí této doby se skládají sliby věčné. Děje se tak se souhlasem představeného kongregace a jeho rady. Dnes je rozlišení mezi řeholníky řádů nebo kongregací nejednoznačné, protože Kodex kanonického práva z roku 1983 se o tomto rozlišení téměř nezmiňuje a dává prostor především historickému rozdílu. Starobylé řády předcházejí kongregacím.

## Definice

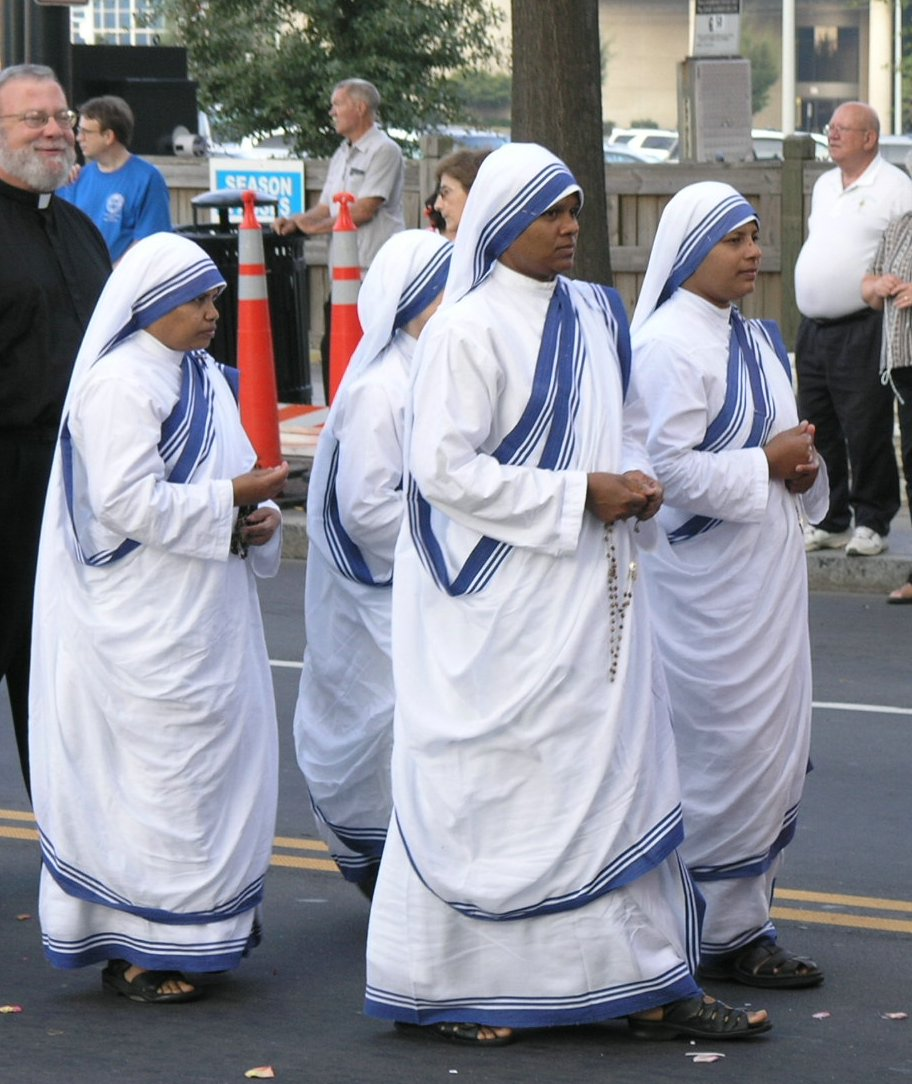
Členové řeholních kongregací skládají evangelní rady jednoduchými nebo dočasnými sliby. Na snímku: Misionářky lásky, které v roce 1950 založila sv. Tereza z Kalkaty

### Etymologie
Kongregace je obecný název, který má starobylý původ v dějinách náboženského života a používal se především jako synonymum pro „řád“, „bratrstvo“, „společnost“ nebo „řeholi“. Jan Kassián jím označuje spojení několika mnichů v chóru, později se používalo pro spojení několika klášterů na základě nadačních vazeb, i když si zachovaly svou autonomii. Původně, v 16. století, se společnosti apoštolského života nazývaly sekulární kongregace. Pro odlišení od nich se od téhož století začal používat termín řeholní kongregace pro označení institutů, které skládaly jednoduché nebo dočasné sliby, jež se obnovovaly podle pevně stanovené lhůty, a které se od řeholních řádů lišily tím, že jejich členové skládali slavnostní sliby, tj. jednou provždy. Stejně tak byli řeholníky až do 16. století označováni pouze ti, kteří skládali slavné sliby, ale od téhož století se začali nazývat řeholníky i členové kongregací, kteří skládali pouze prosté sliby.

### Kanonická definice
Řeholní kongregace tedy podle Kodexu kanonického práva (CIC) z roku 1983 je řeholním institutem, jehož členové kromě přikázání společných všem věřícím přidávají tři evangelní rady: čistoty, chudoby a poslušnosti, které jsou závazné prostřednictvím jednoduchých nebo dočasných slibů, jež je třeba po uplynutí doby platnosti obnovit, a jsou veřejné, tj. církví přijaté. Kodex kanonického práva zachovává rozlišení mezi slavnými a jednoduchými sliby, ale již nerozlišuje jejich právní účinky, včetně rozlišení mezi řády a kongregacemi. Používá jednotný termín řeholní institut, který označuje všechny tyto instituty zasvěceného života stejně. Slovo kongregace (lat. congregation) se místo toho používá pro označení kongregací římské kurie nebo mnišských kongregací.
Annuario Pontificio uvádí pro muže i ženy seznam institutů zasvěceného života a podobných institutů, které mají papežské právo, tedy těch, které Svatý stolec zřídil nebo schválil formálním dekretem. Pro muže uvádí takzvaný „historicko-juristický seznam přednostního pořadí“. Tento seznam do značné míry zachovává rozdíl mezi řády a kongregacemi a podrobně uvádí 96 kněžských řeholních kongregací a 34 laických řeholních kongregací. Nerozlišuje však mezi řády a kongregacemi východních katolických církví nebo ženskými řeholními instituty.

## Organizace

### Správa
Kongregace se řídí pravidly nebo stanovami, které se nazývají konstituce (constituciones). Tyto konstituce jsou stanoveny zakladatelem každé kongregace a v průběhu let mohou být reformovány. Každá kongregace má specifickou činnost, která odpovídá jejímu charismatu. Pokud jsou kongregace centralizované, řídí je generální představený a jeho generální rada. V autonomních domech je každý dům nezávislý a řídí ho vlastní nadřízený.

### Kategorie
Stejně jako řeholní řády mohou být kongregace mužské nebo ženské, kněžské nebo laické, papežské nebo diecézní, a autonomní nebo centralizované. Kongregace mužů mohou být kněžské v tom smyslu, že jejich členové nebo většina z nich přijímají díky služebnému charismatu institutu svátost svěcení a jejich hlavní představení musí být podle statutu kněží a jako takoví jsou církví přijímáni. Na druhé straně jsou to laické kongregace, tedy ty, jejichž charisma nezahrnuje kněžskou službu, a proto není podmínkou, aby jejich členové přijali svátost svěcení, a jejich hlavními představenými budou vždy nekněžští řeholníci. Všechny ženské kongregace jsou laickými kongregacemi, protože v katolické církvi ženy nepřijímají svátost svěcení.
Kongregace s papežským právem jsou ty, které jsou schváleny Svatým stolcem, zatímco ty s diecézním právem jsou schváleny místním ordinářem, buď diecézním biskupem, nebo rovnocenným úřadem. V závislosti na tom, zda jsou domy, ať už kláštery, konventy, domy, bratrstva, oratoře atd., institutu autonomní, nebo mají ústředí, které nazývají generální kurií, centrem správy, se o nich v prvním případě říká, že jsou instituty s autonomními věcmi, a v druhém případě, že jsou centralizovanými instituty.

### Přehled rozdělení
- Kněžské řeholní kongregace – jejichž účelem je výkon kněžské služby (misie, kázání, péče o duše...) a ve kterých mohou být správní úřady svěřeny pouze přijemcům kněžského svěcení
- Laické řeholní kongregace – tvořené a vedené téměř výlučně laiky, jejichž konkrétní cíle nebo úkoly nezahrnují výkon posvátných obřadů (výuka, ošetřovatelství apod.)

Řeholní kongregace mohou být mužské nebo ženské.

#### Příklady řeholních kongregací
- mužské kongregace: salesiáni, rogationisté, mariáni, kongregace sv. Josefa, Misijní institut Consolata, otcové stigmatisté ad.
- ženské kongregace: Sestry služebnice Vtělení, Dcery Panny Marie Pomocnice, Theatinské sestry Neposkvrněného početí Panny Marie, Misionářky lásky, sestry ošetřovatelky Nejsvětějšího Srdce Ježíšova, Milosrdné sestry služebnice ad.

## Historie

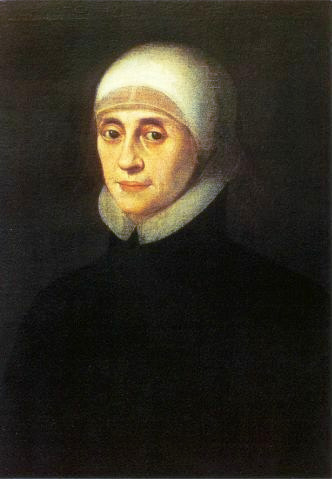
ct. Mary Wardová (1585–1645), anglická řeholnice, jejíž apoštolát stojí na počátku nové vize ženského řeholního života. V roce 1609 založila Institut blahoslavené Panny Marie (Anglické panny), který se stal vzorem pro budoucí ženské řeholní kongregace

### Historické pozadí

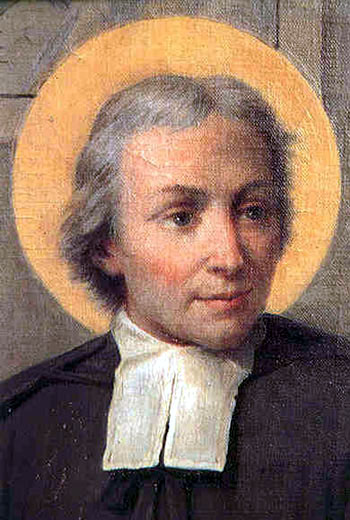
sv. Jan Křtitel de la Salle (1651–1719), zakladatel první laické mužské řeholní kongregace školských bratří

Až do 16. století byly sliby složené v některém z řeholních řádů schválených Apoštolským stolcem klasifikovány jako slavné, což vyhlásil papež Bonifác VIII. (1235–1303). Podle tohoto kritéria byl posledním založeným řeholním řádem řád Betlémských bratří v roce 1673. Konstitucí Inter cetera z 20. ledna 1521 ustanovil papež Lev X. řeholi terciářů s jednoduchými sliby. Podle této řehole byla klauzura nepovinná, což umožňovalo hábitem nezahaleným následovníkům řehole věnovat se různým charitativním skutkům, které nebyly dovoleny klauzurovaným řeholníkům.
Protestantská reformace znamenala pro katolickou církev hlubokou krizi až do Tridentského koncilu (1545–1563), kdy došlo k reorganizaci samotné reformy. Tento koncil dal podnět k vnitřní obnově řeholního života a vedl k četným reformám ve velkých rodinách starých řeholních řádů, jako byli františkáni, karmelitáni a trinitáři, ale také ke vzniku dalších řádů řeholních kněží, jako jsou theatini, jezuité, piaristé, somaskové a barnabité a nové hnutí zasvěceného života, které nepatří do kategorie institutů zasvěceného života, společnosti apoštolského života, jako jsou lazaristé a vincentky sv. Vincence z Pauly. Za zmínku stojí, že ačkoli se tato kongregace nazývá Misijní, nepatří do skupiny řeholních kongregací, ale do skupiny Společností apoštolského života.

### Vznik kongregací
V letech 1566 a 1568 papež Pius V. výše zmiňovanou řeholi terciářů s jednoduchými sliby zavrhl, přesto však nadále existovaly a jejich počet se dokonce zvyšoval. Poté, co byly zpočátku pouze tolerovány, získaly posléze schválení. Jejich život nebyl zaměřen na starobylý mnišský způsob života, ale spíše na sociální službu a evangelizaci, a to jak v Evropě, tak v misijních oblastech. Jejich počet dále vzrostl v době otřesů, které přinesla Francouzská revoluce a následné napoleonské vpády do dalších katolických zemí, které připravily tisíce mnichů a mnišek o příjmy, jež jejich komunity měly díky dědictví, a donutily je hledat nový způsob řeholního života. Teprve na samém konci 19. století se s nimi začalo oficiálně počítat jako s řeholníky, když papež Lev XIII. uznal za řeholníky všechny muže a ženy, kteří v těchto kongregacích složili jednoduché sliby.

#### Kněžské řeholní kongregace
Inspirovány projekty Ignáce z Loyoly a Vincence de Paul, které byly poněkud odlišné, vznikly na konci 16. století kněžské řeholní kongregace. Prvním z nich, založeným v roce 1582 v Paříži Césarem de Busem, byl řád Otců křesťanské nauky, po němž následovali Zbožní dělníci křesťanské nauky, založení v Itálii v roce 1600 ct. Carlem Carafou. Rozdíl oproti starým řeholním řádům spočíval v tom, že zatímco ti skládali slavnostní sliby, které znamenaly naprostou oddanost řeholnímu institutu (na věčné časy), kongregace naopak skládaly sliby dočasné, které musely každý rok obnovovat. Pokud řeholník kongregace na konci roku neobnovil své sliby, okamžitě kongregaci opustil, což se u členů řeholního řádu nestalo. Přesto se názvy řád, kongregace nebo řehole používaly až do druhé poloviny 19. století pro všechny řeholní instituty nejednotně.
Postupné přijímání kongregací s dočasnými sliby v praxi eliminovalo zakládání nových řeholních řádů. Posledním řádem schváleným církví byl řád Betlémských bratří, který v roce 1653 založil v Guatemale sv. Pedro de Betancur. Od té doby budou řeholní instituty pouze řeholními kongregacemi. V 17. století došlo k definitivnímu potvrzení prvních mužských kongregací, čímž byly stanoveny mantinely pro kongregace pozdější.

#### Laické řeholní kongregace
U ženských sborů byl tento proces obtížnější kvůli zavedení klauzury. První řeholnice mimo kontemplativní život byly pejorativně nazývány „potulné jeptišky“. Po vzoru jezuitů se s Mary Wardovou uskutečnil první pokus o založení ženského řeholního institutu mimo klášter, Institutu blahoslavené Panny Marie, známého jako Anglické panny (angl. English Ladies), který však měl ke své realizaci daleko. Někteří sem kladou vznik náboženských kongregací a světských institutů.
Na konci 17. století se objevily mužské laické řeholní kongregace, tvořené společenstvími laiků, kteří se věnovali především výchově dětí a mládeže prostřednictvím vyučování nebo katecheze, s jim vlastní charakteristikou, formálně vyloučili své vlastní členy z kněžství, i když občas, právě pro výkon kaplanské práce, někteří z nich přijali svátost svěcení. První laickou řeholní kongregací byli Bratři křesťanských škol (Kongregace školských bratří), které založil svatý Jan Křtitel de la Salle v roce 1682.

#### Vývoj a evoluce
19. století bylo pro katolickou církev obdobím rozkvětu četných řeholních kongregací, které se věnovaly specifickému dílu, díky čemuž byla tato vazba méně pevná než vazba starých řeholních řádů. Činnost těchto institutů byla různorodá: některé se věnovaly misiím, jiné vzdělávání, zdravotní péči, službě chudým, prostitutkám, věznicím a lidovým misiím a dalším. Významný je velký počet ženských sborů. Mezi nejvýznamnější kongregace tohoto období patřili salesiáni a salesiánky sv. Dona Boska, redemptoristé, klaretiáni, bílí otcové atd.

### Kanonická situace ve 20. století
Kodex kanonického práva z roku 1917 vyhradil název „řeholní řád“ pro instituty, v nichž byly sliby slavné, a pro ty s jednoduchými sliby používal termín „řeholní kongregace“ nebo prostě „kongregace“. Členové mužského řeholního řádu se nazývali „řádoví členové“, ti, kteří patřili k řeholní kongregaci, byli prostě „řeholníci“, což byl termín, který se vztahoval i na řádové členy. Pro ženy s jednoduchými sliby se používal prostý termín „sestry“, přičemž termín „řeholnice“ byl v kanonickém právu vyhrazen pro ty, které patřily k institutu slavných slibů, i když v některých lokalitách mohly místo toho skládat sliby jednoduché.
Zrušil však rozlišení, podle něhož byly slavnostní sliby na rozdíl od prostých nerozlučitelné. Neuznávala žádné zcela nezastupitelné řeholní sliby a tím duchovně, i když ne zcela právně, zrušila řeholní řády latinského ritu. Slavnostní sliby byly původně považovány za nerozlučitelné. Ani papež od nich nemohl upustit. Pokud byl z oprávněného důvodu řeholník se slavnými sliby vyloučen, slib čistoty zůstal nezměněn, a tak se stal neplatným jakýkoli pokus o sňatek, slib poslušnosti zavazoval ve vztahu zpravidla spíše k biskupovi než k řeholnímu představenému a slib chudoby byl upraven tak, aby odpovídal nové situaci, ale vyloučený řeholník „nemohl například odkázat žádný majetek jinému; a majetek, který mu připadl, připadl po jeho smrti zpět jeho institutu nebo Svatému stolci“.
Po zveřejnění kodexu z roku 1917 se mnoho institutů s jednoduchými sliby obrátilo na Svatý stolec s žádostí o povolení složit slavné sliby. Apoštolská konstituce Sponsa Christi z 21. listopadu 1950 usnadnila přístup k tomuto povolení řeholnicím (v užším slova smyslu), nikoli však řeholním institutům, které se věnují apoštolské činnosti. Mnohé z těchto ženských institutů pak požádaly o složení pouze slavného slibu chudoby. Ke konci II. vatikánského koncilu byli generální představení kněžských institutů a opati předsedové řeholních kongregací oprávněni povolit z oprávněného důvodu svým podřízeným s prostými sliby, kteří podali odůvodněnou žádost, aby se vzdali svého majetku s výjimkou toho, co by bylo nutné k jejich obživě, kdyby odešli, čímž se jejich postavení připodobnilo postavení řeholníků se slavnými sliby. Tyto změny vedly ke stírání dříve jasného rozdílu mezi „řády“ a „kongregacemi“, neboť instituty, které byly založeny jako „kongregace“, začaly mít některé členy, kteří měli všechny tři slavné sliby, nebo měli členy, kteří složili slavný slib chudoby a jednoduché sliby čistoty a poslušnosti.
V polovině 20. století se zrodily také federace řeholníků a řeholnic, jako například různé národní konference, nazývané CONFER, nebo CLAR, Latinskoamerická konference řeholníků a řeholnic, jejichž cílem bylo předkládat návrhy na obnovu řeholního života. K těmto skupinám patří také náboženské obce. Postupně došlo také k obnově obrysů a forem života kongregací.